# 이집트 주재 외국공관 목록

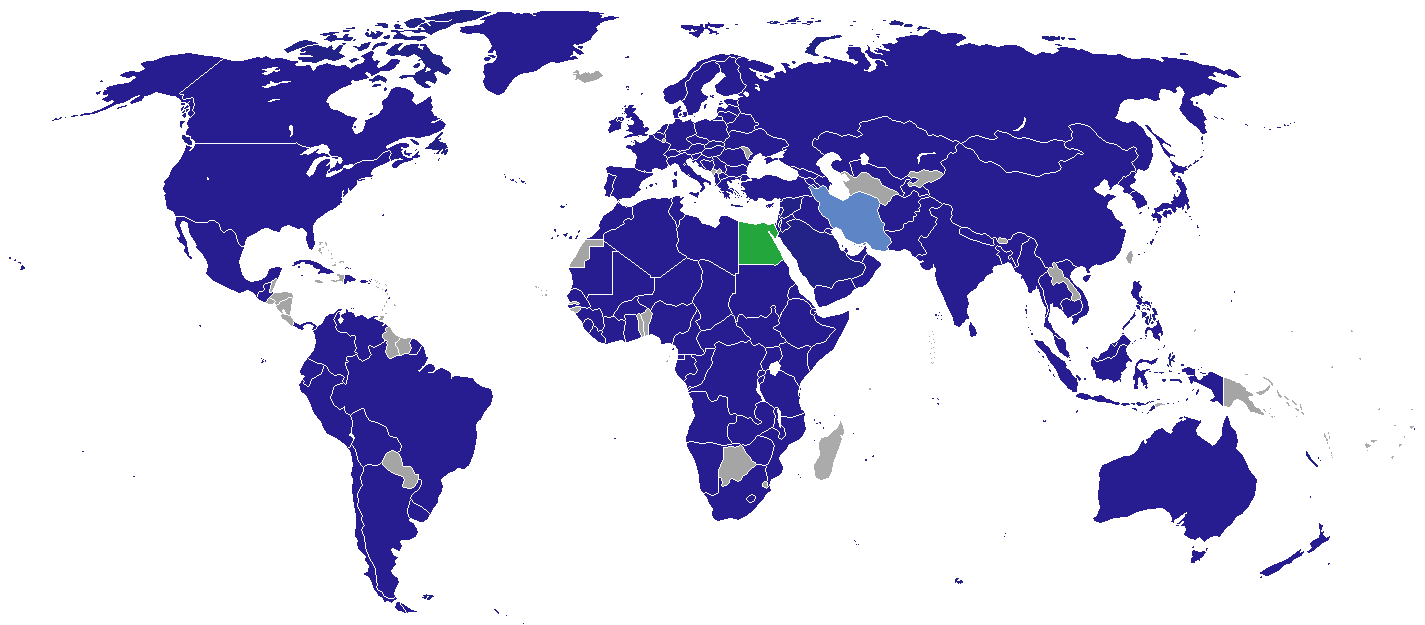
이집트에 설치된 외국공관들.

이집트 주재 외국공관 목록은 이집트에 주재하는 외국공관(대사관 및 영사관)과, 이집트와 외교관계는 수립했으나 이집트에 공관을 설치하지 않은 국가에 대해 다룬다. 수도 카이로에 140개국 주재 대사관이 있다.

## 대사관
카이로
| - 아프가니스탄 - 알바니아 - 알제리 - 앙골라 - 아르헨티나 - 아르메니아 - 오스트레일리아 - 오스트리아 - 아제르바이잔 - 바레인 - 방글라데시 - 벨라루스 - 벨기에 - 볼리비아 - 보스니아 헤르체고비나 - 브라질 - 브루나이 - 불가리아 - 부르키나파소 - 미얀마 - 부룬디 - 카메룬 - 캐나다 - 중앙아프리카 공화국 - 차드 - 칠레 - 중국 - 콜롬비아 - 코모로 - 콩고 민주 공화국 - 콩고 공화국 - 코트디부아르 - 크로아티아 - 쿠바 - 키프로스 - 체코 - 덴마크 - 지부티 - 도미니카 공화국 - 에콰도르 - 적도 기니 - 에리트레아 - 에스토니아 - 에티오피아 - 핀란드 - 프랑스 - 가봉 | - 조지아 - 독일 - 가나 - 그리스 - 과테말라 - 기니 - 바티칸 시국 - 헝가리 - 인도 - 인도네시아 - 이라크 - 아일랜드 - 이스라엘 - 이탈리아 - 일본 - 요르단 - 카자흐스탄 - 케냐 - 조선민주주의인민공화국 - 대한민국 (대사관) - 쿠웨이트 - 라트비아 - 레바논 - 레소토 - 라이베리아 - 리비아 - 리투아니아 - 북마케도니아 - 말라위 - 말레이시아 - 말리 - 몰타 - 몰타 기사단 - 모리타니 - 모리셔스 - 멕시코 - 몽골 - 모로코 - 모잠비크 - 나미비아 - 네팔 - 네덜란드 - 뉴질랜드 - 니카라과 - 니제르 - 나이지리아 - 노르웨이 | - 오만 - 파키스탄 - 팔레스타인 - 파나마 - 파라과이 - 페루 - 필리핀 - 폴란드 - 포르투갈 - 카타르 - 루마니아 - 러시아 - 르완다 - 사우디아라비아 - 세네갈 - 세르비아 - 시에라리온 - 싱가포르 - 슬로바키아 - 슬로베니아 - 소말리아 - 남아프리카 공화국 - 남수단 - 스페인 - 스리랑카 - 수단 - 에스와티니 - 스웨덴 - 스위스 - 시리아 - 탄자니아 - 타지키스탄 - 태국 - 튀니지 - 튀르키예 - 우간다 - 우크라이나 - 아랍에미리트 - 영국 - 미국 - 우루과이 - 우즈베키스탄 - 베네수엘라 - 베트남 - 예멘 - 잠비아 - 짐바브웨 |

## 대표부 및 사무소
- 유럽 연합 (일반 대표부)
- 이란 (이익대표국)

## 총영사관/영사관
알렉산드리아
| - 중국 - 프랑스 - 그리스 - 이스라엘 - 레바논 - 리비아 | - 러시아 - 사우디아라비아 - 스페인 - 튀르키예 - 영국 - 미국 |

아스완
- 수단

## 비상주공관
| - 베냉 (트리폴리) - 보츠와나 (아디스아바바) - 카보베르데 (로마) - 피지 (런던) - 감비아 (리야드) - 아이티 (로마) | - 아이슬란드 (오슬로) - 자메이카 (쿠웨이트) - 마다가스카르 (아디스아바바) - 몰도바 (앙카라) - 몰디브 (리야드) - 에스와티니 (아디스아바바) |

## 같이 보기
- 이집트의 재외공관 목록